# Santa Cruz de Monte Castelo
Santa Cruz de Monte Castelo là một đô thị thuộc bang Paraná, Brasil. Đô thị này có diện tích 442,012 km², dân số năm 2007 là 8074 người, mật độ 16,7 người/km².